# 岩﨑孝一
岩﨑 孝一（いわさき こういち、1948年 - ）は日本の建築家。実業家。東京都建築士事務所協会理事、株式会社吾妻設計代表。一般社団法人 すまいづくりまちづくりセンター連合会管理建築士。公益社団法人 日本建築士会連合会専攻建築士。江東区都市計画審議会委員。
栃木県佐野市生まれ。1972年 日本大学理工学部卒業後、株式会社協立建築設計事務所入社。現在、株式会社吾妻設計代表取締役。